# 沙千里
沙千里（1901年—1982年4月26日），原名重遠，又名仲淵，一名重，原籍江蘇蘇州，生於上海，中国共产黨、中华人民共和国社會活動家及政治人物，原副国级领导人。

## 生平
沙千里家境清寒，到上海大豐棉布批發字號當學徒。1925年考取上海法科大学法律系，1929年畢業。大學讀書期間，主編《青年之友》周刊。1931年爆發九一八事變，10月創辦並主編《生活知識》。1936年11月23日，南京國民政府以“危害民國”的罪名逮捕沈鈞儒、章乃器、鄒韜奮、李公樸、沙千里、史良、王造時等七人入獄，史稱七君子事件。抗戰爆發後，被釋放出獄。1938年加入中國共產黨。
中華人民共和國成立後，历任中央人民政府贸易部副部长，中华人民共和国地方工业部部长，中华人民共和国轻工业部部长，中华人民共和国粮食部部长，政务院财政经济委员会第六办公厅副主任，中華全國工商業聯合會秘书长等职。曾當選第一届全国政协委员。1982年4月26日病逝北京。